# كأس تونس للكرة الطائرة للرجال 2008–09
كأس تونس للكرة الطائرة للرجال 2008-2009 هو الموسم رقم 53 من كأس تونس للكرة الطائرة للرجال.

فاز بهذا الموسم النادي الرياضي الصفاقسي.

## روابط خارجية
- الموقع الرسمي للجامعة التونسية للكرة الطائرة.